# Isaac Humphries
Isaac Humphries, né le 5 janvier 1998, à Caringbah en Australie, est un joueur australien de basket-ball. Il évolue aux postes d'ailier fort et de pivot.

## Biographie
Le 29 mars 2019, il signe un contrat de dix jours avec les Hawks d'Atlanta.

### Vie privée
Le 16 novembre 2022, Isaac Humphries fait son coming out en se déclarant gay,. Cette annonce fait d'Isaac Humphries le seul basketteur professionnel masculin en activité ouvertement gay dans une ligue de premier plan au monde. Il est également le premier basketteur masculin australien et le premier joueur de la National Basketball League à être ouvertement gay,. Il déclare avoir lutté avec sa sexualité et envisagé de se suicider, mais a finalement décidé qu'il serait plus heureux d'en parler ouvertement avec ses coéquipiers.

## Palmarès
- Finaliste de la coupe du monde masculine de basket-ball des moins de 17 ans 2014
- Rookie de l'année de la NBL (2018)